# Voleibol playa en los Juegos Suramericanos de Playa de 2023
El voleibol de playa en los Juegos Suramericanos de Playa de 2023 se desarrolló en el Parque Multideportivo 500 Años entre los días 18 y 21 de julio de 2023. Hubo dos eventos en disputa: individuales masculino e individuales femenino.

## Medallero[3]
| Núm.  | País     | Oro | Plata | Bronce | Total |
| ----- | -------- | --- | ----- | ------ | ----- |
| 1     | Chile    | 1   | 0     | 0      | 1     |
| 1     | Paraguay | 1   | 0     | 0      | 1     |
| 3     | Perú     | 0   | 1     | 0      | 1     |
| 3     | Uruguay  | 0   | 1     | 0      | 1     |
| 5     | Colombia | 0   | 0     | 1      | 1     |
| 5     | Ecuador  | 0   | 0     | 1      | 1     |
| Total | Total    | 2   | 2     | 2      | 6     |

## Medallistas
| Evento            | Oro                                       | Plata                                      | Bronce                                            |
| ----------------- | ----------------------------------------- | ------------------------------------------ | ------------------------------------------------- |
| Equipos masculino | Noé Aravena · Vicente Droguett Chile      | Hans Hannibal · Nicolás Llambías Uruguay   | Juan Carlos Noriega · Yeferson De La Hoz Colombia |
| Equipos femenino  | Erika Mongelos Michelle Valiente Paraguay | Claudia Gaona · Lisbeth Allcca Merino Perú | Karelys Simisterra · Valeska Cherrez Ecuador      |